# Coupe du monde de ski acrobatique 2011-2012
Navigation
Édition précédente Édition suivante
La saison de Coupe du monde de ski acrobatique 2011-2012 débute le 10 décembre 2011 par des épreuves organisées en Finlande à Ruka et se termine le 18 mars 2012 à Megève (France). Les épreuves masculines et féminines sont organisées par la Fédération internationale de ski.

## Format des compétitions
Les hommes et les femmes ont le même nombre d'épreuves : une en half-pipe, deux en slopestyle, dix en saut acrobatique, treize en bosses (dont six en bosses en parallèle) et onze en skicross.

## Classements
| Rang | Nom                   | Points |
| ---- | --------------------- | ------ |
| 1    | Mikaël Kingsbury      | 91     |
| 2    | Patrick Deneen        | 55     |
| 3    | Olivier Rochon        | 54     |
| 4    | Jeremy Cota           | 52     |
| 5    | Filip Flisar          | 48     |
| 6    | Jia Zongyang          | 45     |
| 7    | Brady Leman           | 44     |
| 8    | Alex Fiva             | 43     |
| 9    | Philippe Marquis      | 40     |
| 10   | Christopher Del Bosco | 40     |

| Rang | Nom                     | Points |
| ---- | ----------------------- | ------ |
| 1    | Hannah Kearney          | 92     |
| 2    | Xu Mengtao              | 66     |
| 3    | Marielle Thompson       | 59     |
| 4    | Justine Dufour-Lapointe | 56     |
| 5    | Ophélie David           | 53     |
| 6    | Cheng Shuang            | 52     |
| 7    | Olga Volkova            | 48     |
| 8    | Nikola Sudova           | 43     |
| 9    | Katrin Mueller          | 42     |
| 10   | Heather McPhie          | 41     |

| Rang | Nom            | Points |
| ---- | -------------- | ------ |
| 1    | Olivier Rochon | 543    |
| 2    | Jia Zongyang   | 452    |
| 3    | Thomas Lambert | 392    |
| 4    | Dylan Ferguson | 371    |
| 5    | Liu Zhongqing  | 331    |

| Rang | Nom           | Points |
| ---- | ------------- | ------ |
| 1    | Xu Mengtao    | 660    |
| 2    | Cheng Shuang  | 520    |
| 3    | Olga Volkova  | 480    |
| 4    | Laura Peel    | 407    |
| 5    | Tanja Schärer | 394    |

| Rang | Nom                 | Points |
| ---- | ------------------- | ------ |
| 1    | Mikael Kingsbury    | 1180   |
| 2    | Patrick Deneen      | 715    |
| 3    | Jeremy Cota         | 674    |
| 4    | Philippe Marquis    | 515    |
| 5    | Marc-Antoine Gagnon | 449    |

| Rang | Nom                     | Points |
| ---- | ----------------------- | ------ |
| 1    | Hannah Kearney          | 1195   |
| 2    | Justine Dufour-Lapointe | 732    |
| 3    | Nikola Sudova           | 565    |
| 4    | Heather McPhie          | 533    |
| 5    | Chloe Dufour-Lapointe   | 522    |

| Rang | Nom                 | Points |
| ---- | ------------------- | ------ |
| 1    | David Wise          | 140    |
| 2    | Torin Yater-Wallace | 125    |
| 3    | Wing Tai Barrymore  | 100    |
| 4    | Noah Bowman         | 80     |
| 5    | Tucker Perkins      | 71     |

| Rang | Nom                 | Points |
| ---- | ------------------- | ------ |
| 1    | Brita Sigourney     | 200    |
| 2    | Rosalind Groenewoud | 160    |
| 3    | Maddie Bowman       | 110    |
| 4    | Devin Logan         | 79     |
| 5    | Anaïs Caradeux      | 77     |

| Rang | Nom                   | Points |
| ---- | --------------------- | ------ |
| 1    | Filip Flisar          | 482    |
| 2    | Brady Leman           | 443    |
| 3    | Alex Fiva             | 434    |
| 4    | Christopher Del Bosco | 396    |
| 5    | Andreas Matt          | 393    |

| Rang | Nom               | Points |
| ---- | ----------------- | ------ |
| 1    | Marielle Thompson | 590    |
| 2    | Ophélie David     | 530    |
| 3    | Katrin Mueller    | 423    |
| 4    | Sanna Lüdi        | 389    |
| 5    | Andrea Limbacher  | 388    |

## Calendrier et podiums
Épreuves
| - Bosses en parallèle : DM - Sauts : AE - Half-pipe : HP | - Bosses : MO - Skicross : SX - Slopestyle : SS |

### Hommes
| Date             | Lieu                     | Épreuve | Vainqueur          | Second                           | Troisième             |
| ---------------- | ------------------------ | ------- | ------------------ | -------------------------------- | --------------------- |
| 9 décembre 2011  | Copper Mountain          | HP      | Wing Tai Barrymore | Torin Yater-Wallace              | Duncan Adams          |
| 10 décembre 2011 | Ruka                     | MO      | Mikael Kingsbury   | Sho Kashima                      | Anthony Benna         |
| 17 décembre 2011 | Innichen                 | SX      | Brady Leman        | Egor Korotkov                    | David Duncan          |
| 18 décembre 2011 | Innichen                 | SX      | Andreas Matt       | Egor Korotkov                    | Alex Fiva             |
| 20 décembre 2011 | Méribel                  | DM      | Mikael Kingsbury   | Anthony Benna                    | Sho Kashima           |
| 7 janvier 2012   | St. Johann in Tirol      | SX      | Alex Fiva          | Brady Leman                      | Daniel Bohnacker      |
| 11 janvier 2012  | Alpe d'Huez              | SX      | Filip Flisar       | Christopher Del Bosco            | Lars Lewen            |
| 14 janvier 2012  | Mont-Gabriel             | DM      | Mikael Kingsbury   | Jeremy Cota                      | Sergey Volkov         |
| 15 janvier 2012  | Mont-Gabriel             | AE      | Pavel Krotov       | Olivier Rochon                   | Naoya Tabara          |
| 15 janvier 2012  | Les Contamines           | SX      | Alex Fiva          | Didrik Bastian Juell             | Nick Zoricic          |
| 19 janvier 2012  | Lake Placid              | MO      | Mikael Kingsbury   | Patrick Deneen                   | Philippe Marquis      |
| 20 janvier 2012  | Lake Placid              | AE      | Jia Zongyang       | Liu Zhongqing                    | Anton Kushnir         |
| 21 janvier 2012  | Lake Placid              | AE      | Thomas Lambert     | Renato Ulrich                    | Petr Medulich         |
| 28 janvier 2012  | Calgary                  | MO      | Mikael Kingsbury   | Jeremy Cota                      | Sho Kashima           |
| 29 janvier 2012  | Calgary                  | AE      | Olivier Rochon     | Qi Guangpu                       | Liu Zhongqing         |
| 3 février 2012   | Blue Mountain            | SX      | Brady Leman        | Christopher Del Bosco            | Andreas Matt          |
| 2 février 2012   | Deer Valley              | MO      | Mikael Kingsbury   | Alexandre Bilodeau               | Vinjar Slåtten        |
| 3 février 2012   | Deer Valley              | AE      | Jia Zongyang       | Dylan Ferguson                   | Olivier Rochon        |
| 4 février 2012   | Deer Valley              | DM      | Sergey Volkov      | Mikael Kingsbury                 | Andrey Volkov         |
| 11 février 2012  | Beida Lake               | AE      | Qi Guangpu         | Jia Zongyang                     | Olivier Rochon        |
| 12 février 2012  | Beida Lake               | MO      | Mikael Kingsbury   | Philippe Marquis Dmitriy Reiherd |                       |
| 17 février 2012  | Kreischberg              | AE      | Scotty Bahrke      | Maxim Gustik                     | Dylan Ferguson        |
| 18 février 2012  | Naeba                    | MO      | Mikael Kingsbury   | Jeremy Cota                      | Cedric Rochon         |
| 19 février 2012  | Naeba                    | DM      | Patrick Deneen     | Mikael Kingsbury                 | Philippe Marquis      |
| 25 février 2012  | Minsk                    | AE      | Stanislav Kravchuk | Oleksandr Abramenko              | Thomas Lambert        |
| 25 février 2012  | Bischofswiesen/Goetschen | SX      | Tristan Tafel      | John Teller                      | Christopher Del Bosco |
| 26 février 2012  | Bischofswiesen/Goetschen | SX      | Filip Flisar       | David Duncan                     | Jean-Frédéric Chapuis |
| 25 février 2012  | Jyväskylä                | SS      | Cyrill Hunziker    | Antti-Jussi Kemppainen           | Per Kristian Hunder   |
| 3 mars 2012      | Branäs                   | SX      | Jouni Pellinen     | Filip Flisar                     | Andreas Matt          |
| 4 mars 2012      | Mammoth Mountain         | HP      | David Wise         | Noah Bowman                      | Benoit Valentin       |
| 4 mars 2012      | Mammoth Mountain         | SS      | Thomas Wallisch    | Alex Bellemare                   | Joss Christensen      |
| 9 mars 2012      | Aare                     | MO      | Philippe Marquis   | Mikael Kingsbury                 | Sho Endo              |
| 10 mars 2012     | Aare                     | DM      | Patrick Deneen     | Jeremy Cota                      | Mikael Kingsbury      |
| 10 mars 2012     | Moscou                   | AE      | Jia Zongyang       | Denis Osipau                     | Olivier Rochon        |
| 10 mars 2012     | Grindelwald              | SX      | Filip Flisar       | John Teller                      | Didrik Bastian Juell  |
| 17 mars 2012     | Myrkdalen                | AE      | Dmitri Dashinki    | Zhou Hang                        | Oleksandr Abramenko   |
| 18 mars 2012     | Megève                   | DM      | Patrick Deneen     | Mikael Kingsbury                 | Marc-Antoine Gagnon   |

### Femmes
| Date             | Lieu                     | Épreuve | Vainqueur               | Second                  | Troisième               |
| ---------------- | ------------------------ | ------- | ----------------------- | ----------------------- | ----------------------- |
| 9 décembre 2011  | Copper Mountain          | HP      | Brita Sigourney         | Rosalind Groenewoud     | Virginie Faivre         |
| 10 décembre 2011 | Ruka                     | MO      | Hannah Kearney          | Eliza Outtrim           | Nikola Sudova           |
| 17 décembre 2011 | Innichen                 | SX      | Kelsey Serwa            | Sanna Lüdi              | Marielle Thompson       |
| 18 décembre 2011 | Innichen                 | SX      | Kelsey Serwa            | Sanna Lüdi              | Katrin Mueller          |
| 20 décembre 2011 | Méribel                  | DM      | Hannah Kearney          | Justine Dufour-Lapointe | Heather McPhie          |
| 7 janvier 2012   | St. Johann in Tirol      | SX      | Ophélie David           | Anna Wörner             | Alizée Baron            |
| 11 janvier 2012  | Alpe d'Huez              | SX      | Sanna Lüdi              | Marielle Thompson       | Andrea Limbacher        |
| 14 janvier 2012  | Mont-Gabriel             | DM      | Hannah Kearney          | Justine Dufour-Lapointe | Ekaterina Stolyarova    |
| 15 janvier 2012  | Mont-Gabriel             | AE      | Olga Volkova            | Emily Cook              | Laura Peel              |
| 15 janvier 2012  | Les Contamines           | SX      | Sanna Lüdi              | Alizée Baron            | Ophélie David           |
| 19 janvier 2012  | Lake Placid              | MO      | Hannah Kearney          | Justine Dufour-Lapointe | Nikola Sudova           |
| 20 janvier 2012  | Lake Placid              | AE      | Xu Mengtao              | Cheng Shuang            | Kong Fanyu              |
| 21 janvier 2012  | Lake Placid              | AE      | Xu Mengtao              | Cheng Shuang            | Kong Fanyu              |
| 28 janvier 2012  | Calgary                  | MO      | Hannah Kearney          | Justine Dufour-Lapointe | K C Oakley              |
| 29 janvier 2012  | Calgary                  | AE      | Xu Mengtao              | Cheng Shuang            | Olga Volkova            |
| 3 février 2012   | Blue Mountain            | SX      | Marielle Thompson       | Katrin Ofner            | Katrin Mueller          |
| 2 février 2012   | Deer Valley              | MO      | Hannah Kearney          | Heather McPhie          | Britteny Cox            |
| 3 février 2012   | Deer Valley              | AE      | Xu Mengtao              | Cheng Shuang            | Kong Fanyu              |
| 4 février 2012   | Deer Valley              | DM      | Hannah Kearney          | Justine Dufour-Lapointe | Heather McPhie          |
| 11 février 2012  | Beida Lake               | AE      | Zhang Xin               | Xu Mengtao              | Cheng Shuang            |
| 12 février 2012  | Beida Lake               | MO      | Hannah Kearney          | Justine Dufour-Lapointe | Yulia Galysheva         |
| 17 février 2012  | Kreischberg              | AE      | Laura Peel              | Olga Volkova            | Yang Yu                 |
| 18 février 2012  | Naeba                    | MO      | Hannah Kearney          | Audrey Robichaud        | Justine Dufour-Lapointe |
| 19 février 2012  | Naeba                    | DM      | Audrey Robichaud        | Aiko Uemura             | Miki Ito                |
| 25 février 2012  | Minsk                    | AE      | Yang Yu                 | Tanja Schaerer          | Zhang Xin               |
| 25 février 2012  | Bischofswiesen/Goetschen | SX      | Andrea Limbacher        | Ophélie David           | Alizée Baron            |
| 26 février 2012  | Bischofswiesen/Goetschen | SX      | Katrin Mueller          | Ophélie David           | Marielle Thompson       |
| 25 février 2012  | Jyväskylä                | SS      | Linn-Ida Murud          | Eveline Bhend           | Natalia Slepecka        |
| 3 mars 2012      | Branäs                   | SX      | Marielle Thompson       | Emilie Serain           | Ophélie David           |
| 4 mars 2012      | Mammoth Mountain         | HP      | Brita Sigourney         | Rosalind Groenewoud     | Maddie Bowman           |
| 4 mars 2012      | Mammoth Mountain         | SS      | Kaya Turski             | Devin Logan             | Emilia Wint             |
| 9 mars 2012      | Aare                     | MO      | Hannah Kearney          | Justine Dufour-Lapointe | Arisa Murata            |
| 10 mars 2012     | Aare                     | DM      | Hannah Kearney          | Nikola Sudova           | Heather McPhie          |
| 10 mars 2012     | Moscou                   | AE      | Kong Fanyu              | Xu Mengtao              | Cheng Shuang            |
| 10 mars 2012     | Grindelwald              | SX      | Marielle Thompson       | Maria Komissarova       | Marte Hoeie Gjefsen     |
| 17 mars 2012     | Myrkdalen                | AE      | Xu Mengtao              | Cheng Shuang            | Zhang Xin               |
| 18 mars 2012     | Megève                   | DM      | Justine Dufour-Lapointe | Miki Ito                | Chloe Dufour-Lapointe   |